# Erövring
Erövring är ett begrepp som betyder att en "stark" makt underlägger sig en "svagare" makt. Genom världshistorien finns många exempel på sådana erövringar.  Men begreppet kan också användas på andra sätt.